# Tabor (pismo)
Tabor (ukr. Табор) – emigracyjne pismo ukraińskie wydawane w Polsce w latach 20. i 30. XX wieku.

## Historia
Pierwszy numer pisma wydano w lipcu 1923 roku w Kaliszu, w Obozie Internowanych nr 10 dla Armii Czynnej Ukraińskiej Republiki Ludowej. Pismo miało charakter naukowo-wojskowy. Funkcję redaktora naczelnego objął gen. chor. Wiktor Kuszcz. W redakcji pracowali też płk Mychajło Sadowski, gen. płk Andrij Wowk i gen. chor. Pawło Szandruk. W 1927 roku siedziba pisma została przeniesiona do Warszawy. Za jego wydawanie odpowiadało odtąd ukraińskie wydawnictwo Do zbroji (ukr. До зброї). Pismo reprezentowało środowisko związane z Symonem Petlurą. Publikowane artykuły dotyczyły głównie zagadnień wojskowości ukraińskiej z okresu I wojnie światowej i walk narodowo-wyzwoleńczych z lat 1918-1921, teorii wojskowości i wojskowoznawstwa, a także sytuacji na sowieckiej Ukrainie. W późniejszym okresie pojawiły się teksty na tematy polityczne i kulturalne. Autorami artykułów byli m.in. gen. płk Serhij Delwig, ppłk Wołodymyr Kołosowski, Timisz Olecijuk, płk Wasyl Prichoda, płk Hnat Porochowski, gen. chor. Wołodymyr Salski, kpt.-lejtn. Światosław Szramczenko. Ostatni numer pisma wyszedł latem 1939 roku, po ukazaniu się 37 numerów.